# CORONAS-F
CORONAS-F (también conocido como KORONAS-F y AUS-SM-KF) fue el nombre de un observatorio espacial solar ruso construido con el bus AUOS y lanzado el 31 de julio de 2001 desde el cosmódromo de Plesetsk mediante un cohete Tsiklon. El satélite reentró en la atmósfera el 6 de diciembre de 2005.

## Objetivos
La misión de CORONAS-F fue la de realizar observaciones del Sol en el rango de luz visible, en rayos X y en ondas de radio. También detectaba partículas energéticas.

## Características
El observatorio era capaz de realizar observaciones con una precisión de 10 minutos de arco.

### Instrumentos
- DIFOS: monitorizaba las variaciones en la intensidad de la luz en seis bandas de luz visible (350, 500, 650, 850, 1100 y 1500 nanómetros) con una precisión de una parte por millón.
- SORS: monitorizaba los estallidos en radio en el rango entre 0,1 a 30 MHz con una sensibilidad de 0,5 microvoltios y a lo largo de 4000 canales de frecuencia, recogiendo un espectro completo cada tres segundos.
- ZENIT: se trataba de un coronógrafo para estudiar la corona solar a una distancia de hasta seis radios solares en una banda de entre 750 y 850 nanómetros y con una resolución de 1 minuto de arco. Una exploración completa de la corona solar llevaba menos de un minuto.
- SUFR: era un radiómetro ultravioleta en la banda entre 0,1 y 130 nanómetros para estudiar las emisiones del disco solar.
- VUSS: construido para monitorizar el disco solar en la línea Lyman alfa a 121,6 nanómetros en una banda de 5 nanómetros de ancho.
- DIAGENESS: estudiaba las regiones activas y las erupciones solares con una resolución de 5 segundos de arco en varias bandas con una resolución temporal de entre 0,1 y 10 segundos. También monitorizaba todo el disco solar en rayos X en las bandas de 2 a 8 keV y 10 a 160 keV con una resolución temporal de aproximadamente 1 segundo.
- RESIK: espectrómetro de rayos X para el estudio de varias bandas, correspondientes a las bandas de emisión de los elementos argón, manganeso, silicio, azufre, calcio, hierro, potasio y níquel.
- IRIS: monitorización de erupciones solares en rayos X duros en el rango de energía entre 2 y 200 keV con resoluciones temporales de entre 0,01 y 2,5 segundos.
- HELIKON: estudio de rayos X de alta energía y rayos gamma en el rango entre 10 keV y 8 MeV. Portaba un par de detectores, una apuntando hacia el Sol y el otro en dirección antisolar para monitorizar el rango de energía en 128 canales.
- SKL: instrumento con tres componentes para el estudio de los rayos gamma, protones y la composición química en el grupo de los elementos de número atómico entre 1 y 10.
- RES-K: espectroheliógrafo de rayos X para tomar imágenes de alta resolución del disco solar usando las líneas de emisión del FeXXIV y FeXXV (hierro ionizado 24 y 25 veces, respectivamente), en el rango entre 18,5 y 18,7 nanómetros, y el MgXII en el rango entre 84,1 y 84,3 nanómetros. Las imágenes conseguían una resolución de seis segundos de arco y cada una tardaba seis segundos en tomarse.
- RPS: espectrómetro de rayos X en la banda entre 3 y 30 keV.
- SPR-N: polarímetro de rayos X para medir las emisiones sincrotrón en las erupciones solares en los rangos de energía entre 20-40, 40-60 y 60-100 keV.